# Lithobius latro
Lithobius latro är en mångfotingart som beskrevs av Frederik Vilhelm August Meinert 1872. Lithobius latro ingår i släktet Lithobius och familjen stenkrypare. Inga underarter finns listade i Catalogue of Life.